# Alan Watts
Alan Wilson Watts (Chislehurst, 6. siječnja 1915. - Mt. Tamalpais, Kalifornija, 16. studenoga 1973.) bio je engleski filozof, govornik i spisatelj poznat po svojim govorima i knjigama kojima je pokušao približiti  istočnjačku filozofiju  zapadu. 

## Rane godine
Rodio se je 6. siječnja 1915. godine u engleskom selcu Chislehurstu. Još je od malih nogu bio zainteresiran za azijsku literaturu, umjetnost i filozofiju (zanimanje potaknuto azijskim studentima njegove majke). Roditelj su njegov talent za pisanje prepoznali u mladim danima, te su ga ohrabrivali da piše. Otac ga je kroz djetinjstvo često vodio u lokalnu budističku zadrugu, gdje je Alan već u svojim tinejdžerskim godinama postao urednik te izdao svoju prvu brošuru "The Middle Way". Preselio se u New York 1938. godine kako bi proučavao zen. Za vrijeme drugog svjetskog rata je izdao knjigu "The Meaning of Happiness".

## Srednje godine
Watts se nakon kratkog perioda u New Yorku preselio u Chicago. Tu se pridružio sjemeništu te 1944. postao anglikanski svećenik. U proljeće 1950. godine je napustio Crkvu, djelom zbog činjenice da više nije mogao pomiriti svoja budistička uvjerenja s dogmom Crkve. Novu Godinu je dočekao s poznatim mitologom Josephom Campbellom i skladateljem Johnom Cageom. 
1951. godine preselio se u San Franciso, gdje je predavao na Američkoj akademiji za azijske studije. Predavanja su privukla veliku pažnju pa je Watts ubrzo počeo držati govore i u obližnjim kafićima. Proširio se i na radiovalove kada je 1953. prihvatio ponudu radijske postaje KPFA gdje je puštana njegova emisija "Way Beyond the West"  koju je kasnije preuzeo KPFK gdje je postala najduže puštana javna radijska emisija (preko 60 godina).

## Kasne godine
Kasnih pedesetih je u SAD-u istočnjačka filozofija postala poznata u kontrakulturi. Watts je nakon izdavanja svoje knjige "O tabuu koji nam priječi da saznamo tko smo" postao poznat te je pozivan da predaje na brojnim sveučilištima. Nakon svojeg predavanja "Zen kosti" na Zenefitu, postao je poznata figura kontrakulturnog pokreta. Kasnih šezdesetih Watts je živio na brodu u Sausalitu. Brod je uskoro postao poznat pa se Watts preselio u kabinu na Tamalpaisu gdje je nastavio pisati. Kroz rane sedamdesete je nastavio putovati i predavati, rado se vraćajući u svoju planinsku kuću u kojoj je i umro 16. studenog 1973. godine.